# الاتاو، قزاقستان
الاتاو، قزاقستان (به لاتین: Alatau, Kazakhstan) یک منطقهٔ مسکونی در قزاقستان است که در استان الماتی واقع شده‌است.